# フランク・ボヤ
フランク・ボヤ（1996年7月1日 - ）はカメルーンのサッカー選手。ポジションはMF。アミアンSC所属。

## 経歴
2016-17シーズンの冬にTSV1860ミュンヘンに移籍した。
2017年にはロイヤル・エクセル・ムスクロンに移籍した。2018年10月6日のシント・トロイデンVV戦では2枚目のイエローカードを受けて退場処分を受けている。2020年6月にはロイヤル・アントワープFCに移籍した。
2022年6月24日、シント＝トロイデンVVへレンタル移籍。

### 代表歴
アフリカネイションズカップ2017を戦うカメルーン代表のメンバーに選出された。